# Antífil d'Atenes
Antífil (grec antic: Ἀντίφιλος, llatí: Antiphilus) fou un general atenenc del segle iv aC.
A l'anomenada guerra de Làmia el regent macedoni Antípatre va ser derrotat per Leòstenes, general dels grecs revoltats a la mort d'Alexandre el Gran, i assetjat a Làmia (323 aC), mentre l'ambaixada que es va enviar a Atenes per oferir la pau era rebutjada. L'arribada del general Lleonat (que era aliat d'Olímpies i enemic d'Antípatre) amb forces macedònies va obligar els atenencs a aixecar el setge de Làmia. Antífil d'Atenes va assolir llavors el comandament en substitució de Leòstenes i va derrotar a Lleonat que va morir en el combat.